# Rene Ranger

a Compétitions nationales et continentales officielles uniquement.

b Matchs officiels uniquement.
Dernière mise à jour le 4 février 2022.
Rene Ranger, né le 30 septembre 1986 à Whangarei dans le Northland, est un joueur de rugby à XV néo-zélandais qui évolue au poste de trois-quarts aile ou centre. Il joue en NPC avec la province de Northland. Il joue en équipe nationale avec les All Blacks entre 2010 et 2013.

## Biographie
Rene Ranger débute avec Northland le 22 juillet 2006 contre North Harbour. La même année et l'année suivante, il joue avec l'équipe de Nouvelle-Zélande de rugby à sept à Dubaï et en Afrique du Sud. En 2008, il joue encore avec l'équipe de Nouvelle-Zélande de rugby à sept et avec la province de Northland Taniwha. Il débute avec les Blues dans le Super 14 le 13 février 2009 avec une victoire contre Western Force.
En 2010, il se distingue en marquant essais lors du Super 14. Lors des matchs internationaux de juin, il obtient sa première sélection avec les All Blacks le 26 juin à l'occasion d'un match contre l'équipe du pays de Galles. Puis il dispute deux matchs du Tri-nations 2010 contre les Springboks et les Wallabies. Lors de son premier match comme titulaire, il marque un essai contre les Sud-Africains le 17 juillet. Il dispute la saison 2011 de Super 15 et améliore sa performance de la saison passée en marquant huit essais. Il entre en cours de jeu lors de la demi-finale perdue par les Blues contre les Reds. Le trois quart néo-zélandais enchaîne deux grosses saisons, en 2012 et 2013. Ce qui lui vaut trois sélections face à la France, durant la tournée 2013 du XV de France en Nouvelle-Zélande, dont une en tant que titulaire.

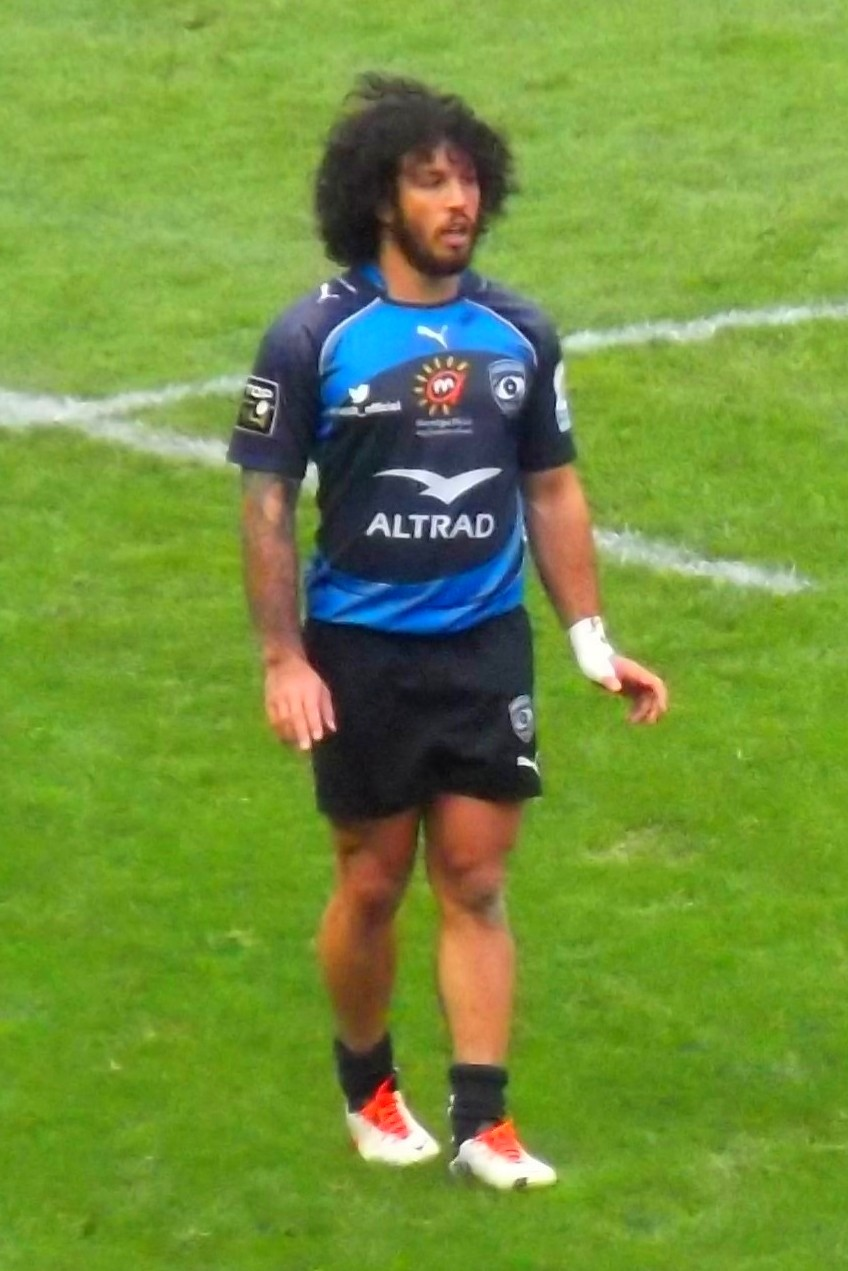
Rene Ranger sous le maillot de Montpellier en novembre 2013.

Pour la saison 2013-2014, il rejoint le Top 14 et l’ambitieuse équipe du Montpellier Hérault rugby. En mars 2015, il annonce qu'il s'est mis d'accord avec son club pour mettre un terme à son contrat à la fin de la saison 2014-2015, afin de retourner en Nouvelle-Zélande. Il doit alors rejoindre le club de North Harbour pour disputer la saison 2015 d'ITM Cup et la franchise des Blues pour la saison 2016 de Super Rugby. Il dispute son dernier match sous les couleurs héraultaises contre Toulouse le 14 mars 2015 lors d'une défaite 18 à 13 à Ernest-Wallon. Le 3 mai 2015, il se fait opérer d'une hernie discale/cervicale.
Son retour à la compétition avec North Harbour. est retardé, son rétablissement après son opération n'étant pas jugé suffisant. Tana Umaga, l'entraîneur des Blues, déclare en octobre qu'aucun risque ne sera pris et que Rene Ranger, qui compte alors 64 sélections avec les Blues, ne fera son retour que lorsqu'il sera parfaitement rétabli.
En 2017, il s'engage pour deux saisons avec le Stade rochelais en Top 14. Peu utilisé par le staff rochelais (7 matchs), il quitte le club maritime au bout d'une saison et retourne jouer avec Northland pour la saison 2018 de NPC.
En 2018 toujours, il rejoint en cours de saison le club japonais d'Hino Red Dolphins, tout juste promu en Top League. En 2019, il fait son retour en Super Rugby, cette fois avec la franchise japonaise des Sunwolves.

## Palmarès
- Vainqueur de la Bledisloe Cup en 2010.
- Vainqueur du Tri-nations en 2010.

## Statistiques

### En franchise et club
- 75 matchs de Super Rugby avec les Blues (28 essais)
- 101 matchs de NPC (19 essais)

### En équipe nationale
De 2010 à 2013, Rene Ranger compte 6 sélections avec les All-Blacks, inscrivant 5 points. Avec les Kiwis, il dispute à une édition du Tri-nations en 2010.

## Œuvres humanitaires
En décembre 2012, il accepte de disputer un match de boxe contre le joueur australien de rugby à XIII, Greg Bird afin de récolter des fonds pour la recherche contre le cancer. Il dispute ce match dans le cadre de Fight for life.

## Liens externes

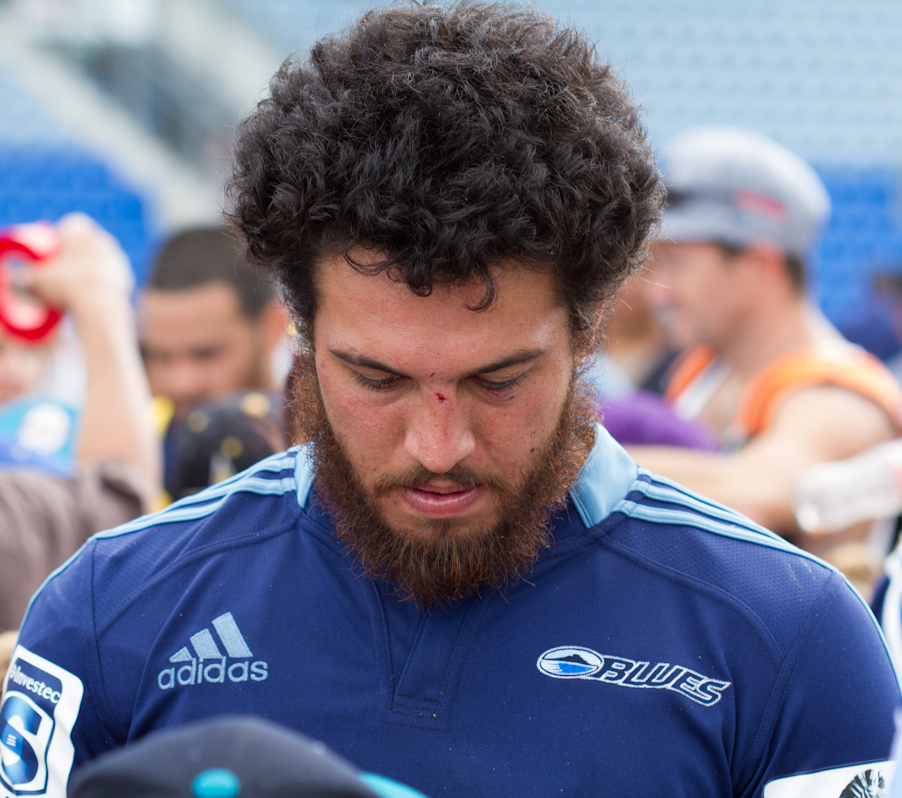
Rene Ranger (février 2013)
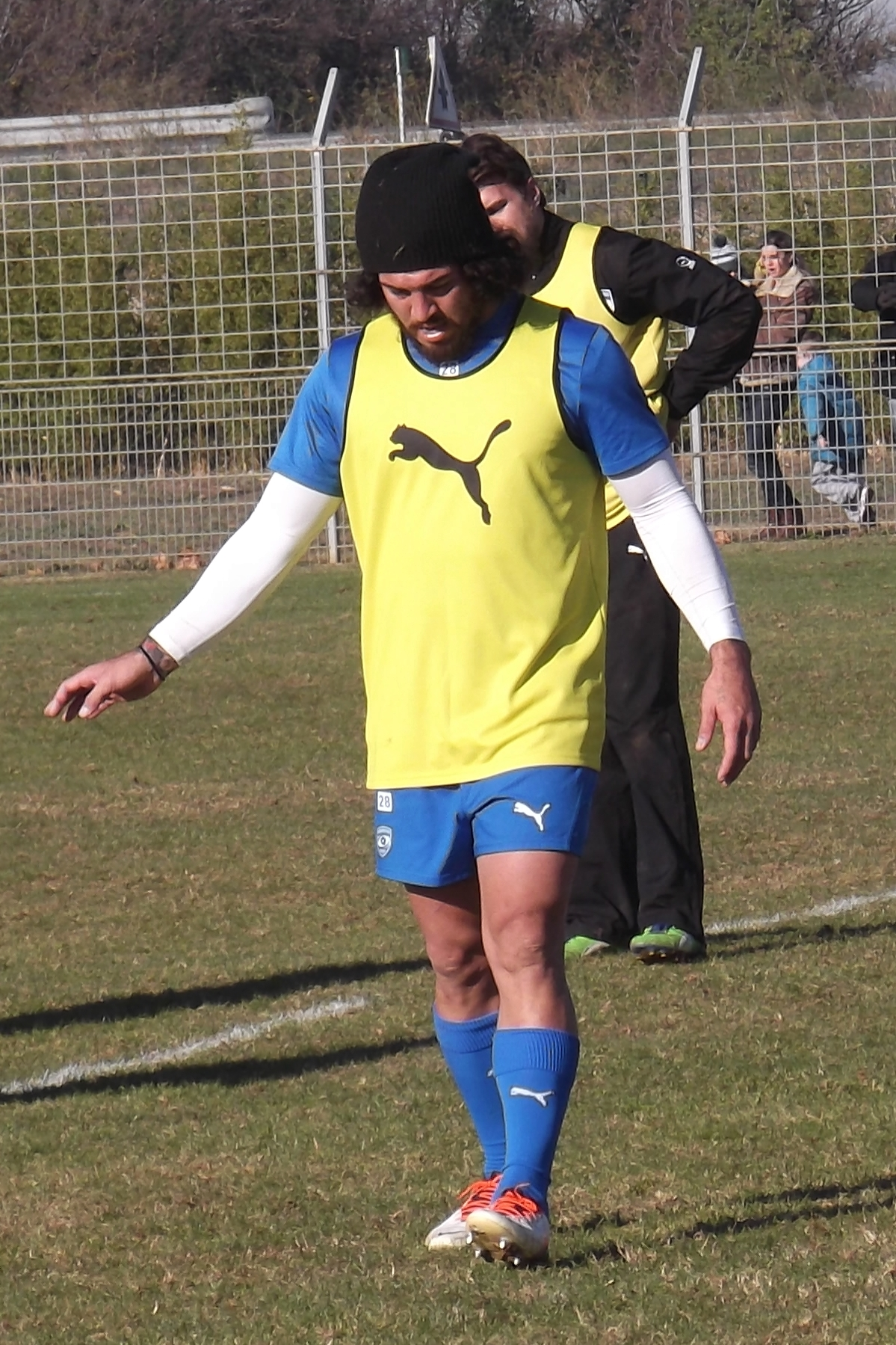
Rene Ranger à l'entrainement en décembre 2013
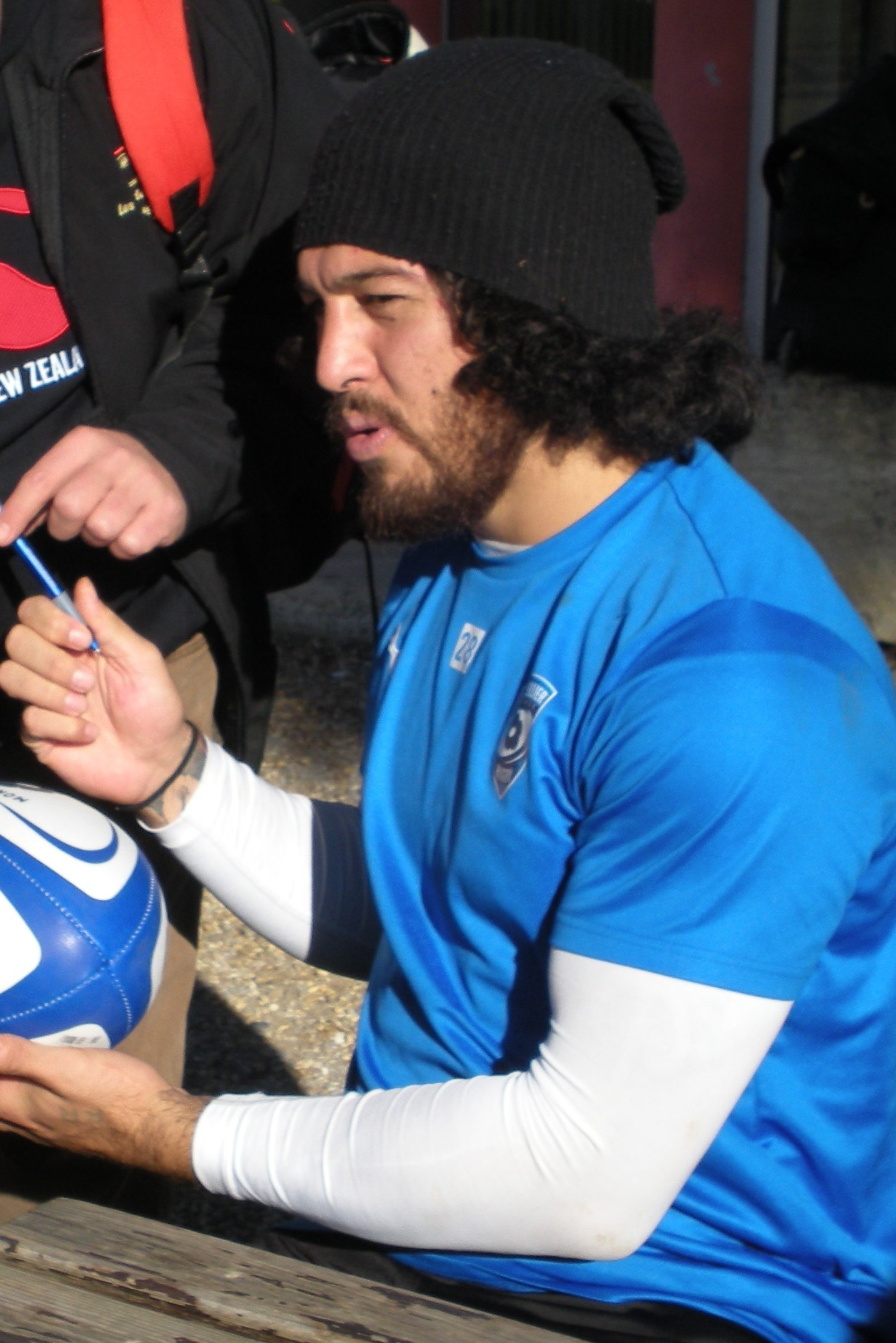
Rene Ranger (dédicaces, décembre 2013)
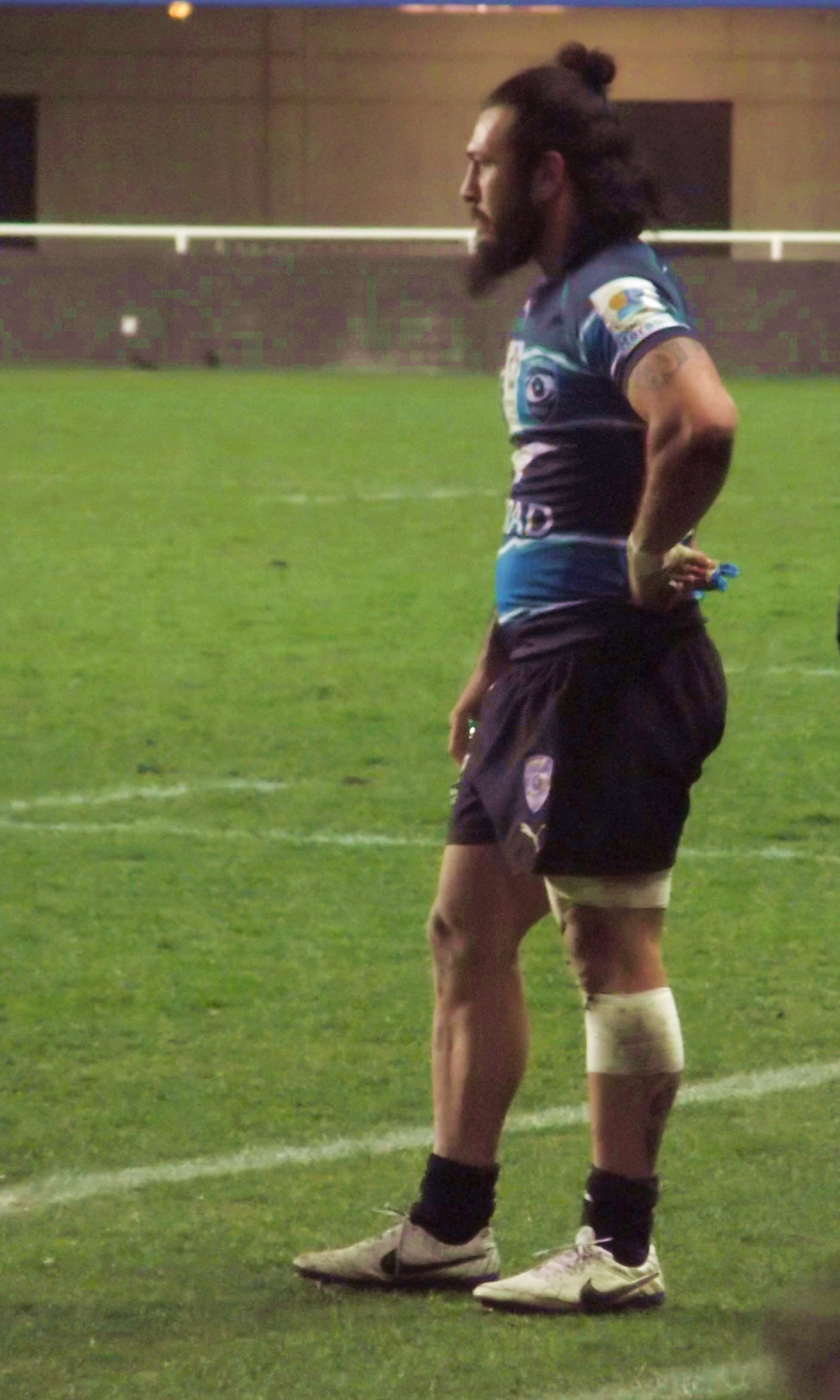
Rene Ranger (mars 2015)